# William J. Mitchell
William John Mitchell (Horsham, 15 de diciembre de 1944-Cambridge, Massachusetts, 11 de junio de 2010) fue un autor, educador, arquitecto y diseñador urbano australiano que desarrollo la mayor parte de su carrera en Estados Unidos, conocido por liderar la integración de la práctica de la arquitectura y las artes de diseño relacionadas con la informática y otras tecnologías.

## Biografía
Mitchell nació en Palmira, Victoria, Australia. Obtuvo una licenciatura en 1967 en la Universidad de Melbourne con una especialización en arquitectura y obtuvo una maestría tanto de la Universidad de Yale (1969) —máster en diseño ambiental— como de la Universidad de Cambridge (1977) con especialización también en arquitectura.
Mitchell dirigió el programa de arquitectura y diseño urbano en la Graduate School of Architecture and Urban Planning de la Universidad de California, Los Ángeles a partir de 1970. Fue nombrado profesor de Arquitectura G. Ware y Edythe M. Travelstead y director del programa de maestría en Estudios de Diseño de la Harvard Graduate School of Design en 1986; más tarde, en 1992, fue profesor de Arquitectura y Artes y Ciencias de los Medios de Comunicación y Decano de la MIT School of Architecture and Planning. A su libro de 1977 Computer-Aided Architectural Design y su obra de 1990 The Logic of Architecture: Design, Computation and Cognition les atribuyó el The New York Times el haber «cambiado profundamente la manera en que los arquitectos abordan el diseño de los edificios».
En el MIT, Mitchell fue asesor del presidente del mismo, Charles Marstiller Vest, en la dirección de un proyecto de expansión que duró diez años de cinco edificios de la universidad, que incluía diseños de Charles Correa, Frank Gehry, Steven Holl, Fumihiko Maki y Kevin Roche, y con los que se sumaron un millón de pies cuadrados de aulas, oficinas y otros espacios al campus del MIT. El proyecto de construcción se convirtió en el tema de su libro de 2007, Imagining MIT: Designing a Campus for the 21st Century, escrito en un solo fin de semana mientras se encontraba en un hotel de Dublín.
A partir de 2003, creó el programa Smart Cities dentro del MIT Media Lab. Los proyectos que Mitchell desarrolló como parte del programa Smart Cities incluyeron 'GreenWheel', un dispositivo que añadiría energía eléctrica a una bicicleta; 'RoboScooter', un scooter eléctrico plegable; y el 'MIT Car' (también llamado 'CityCar', y desarrollado en Hiriko), que sería propulsado por motores eléctricos integrados en sus ruedas. Los proyectos de automóviles y scooters fueron concebidos para ser puestos a disposición del público en distintos lugares de las ciudades, con acceso y programación controlados por computadora. El CityCar se diseñó para plegarse en una forma más compacta mientras estaba aparcado. Tras la muerte de Mitchell, el proyecto CityCar se continuó bajo la dirección de Kent Larson en el grupo de investigación Changing Places del MIT Media Lab.
Mitchell fue miembro de la Academia Americana de Artes y Ciencias y recibió siete títulos honoríficos. Fue un autor prolífico, escribiendo casi una docena de libros notables, además de diversos documentos, artículos y discursos.
Residente en Cambridge, Massachusetts, Mitchell murió debido a complicaciones de un cáncer el 11 de junio de 2010.